# Les Trois Grâces (Pradier)
Pour les articles homonymes, voir Les Trois Grâces.
Les Trois Grâces est un groupe sculptural néoclassique en marbre de Carrare du sculpteur français d'origine suisse James Pradier. L'œuvre a été créée en 1831 et est aujourd'hui conservée au département des sculptures du musée du Louvre à Paris.

## Histoire
Jean-Jacques Pradier, alias James, a sculpté un modèle en plâtre vers 1825. Le groupe sculptural néoclassique a été exposé au Salon de Paris de 1831 et a été salué par la critique. L'œuvre est achetée par le ministère de la Maison du Roi le 27 septembre 1831 et payée le 24 octobre 1831. C'est grâce à ce travail que Pradier reçoit la Légion d'honneur. L'ensemble sculptural est resté au musée du château de Versailles jusqu'en mai 1928, date à laquelle il a été transféré au musée du Louvre.

## Description

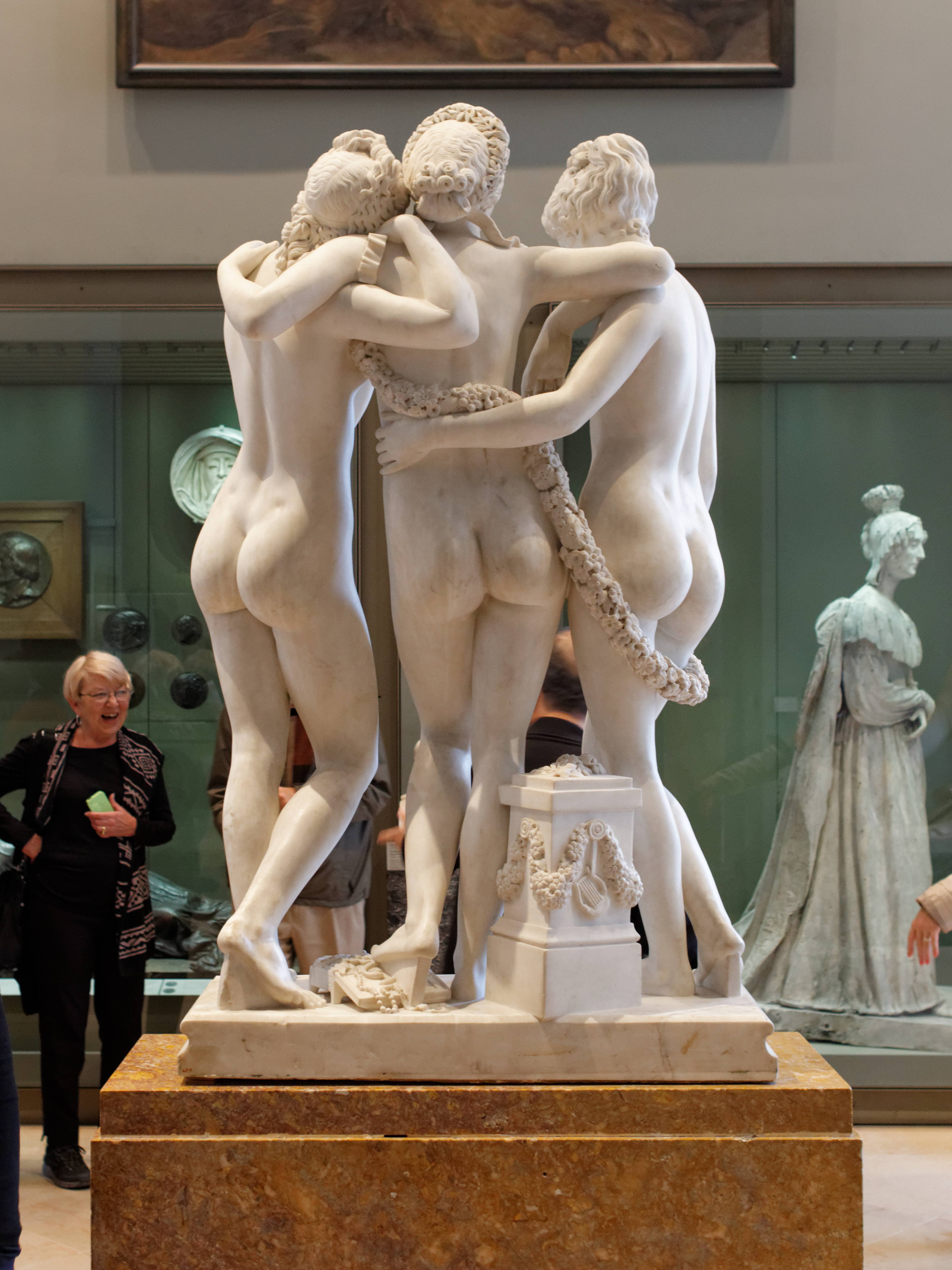
Vue arrière.

Cette œuvre reprend le thème iconographique des Grâces, filles de Zeus et d'Eurynomé. A l'époque néoclassique, ce sujet avait déjà été repris par le sculpteur italien Antonio Canova et le sculpteur danois Bertel Thorvaldsen. Les trois femmes (Aglaé, Euphrosyne et Thalie) sont représentées debout, l'une à côté de l'autre, s'appuyant entre elles, le regard perdu dans le vide. Fatiguées après avoir probablement dansé, les Grâces essaient de se reposer dans la pose la plus confortable.
Elles tournent leur corps vers le spectateur, sans lui tourner le dos, contrairement à la plupart des peintures et statues sur le thème réalisées précédemment. La Grâce au centre repose son pied sur une boîte pleine de bijoux, tandis que les deux autres tiennent une guirlande de fleurs. On note la capacité méticuleuse de l'artiste à savoir réaliser les détails de manière réaliste.
Le charme de la composition et la douceur de l'exécution unissent cet ensemble à ceux créés par Canova et Thorvaldsen. Comparé au groupe canovien, le groupe de Pradier est plus idéalisé afin de rendre les trois déesses plus divines. De plus, il semble que les corps des Grâces de Pradier s'offrent sans vergogne aux observateurs, tant les trois femmes n'ont pas honte de leur nudité totale : en effet, la principale caractéristique de ces déesses est la pureté, et la pudeur n'est que dans l'œil de l'observateur.

## Galerie d'images

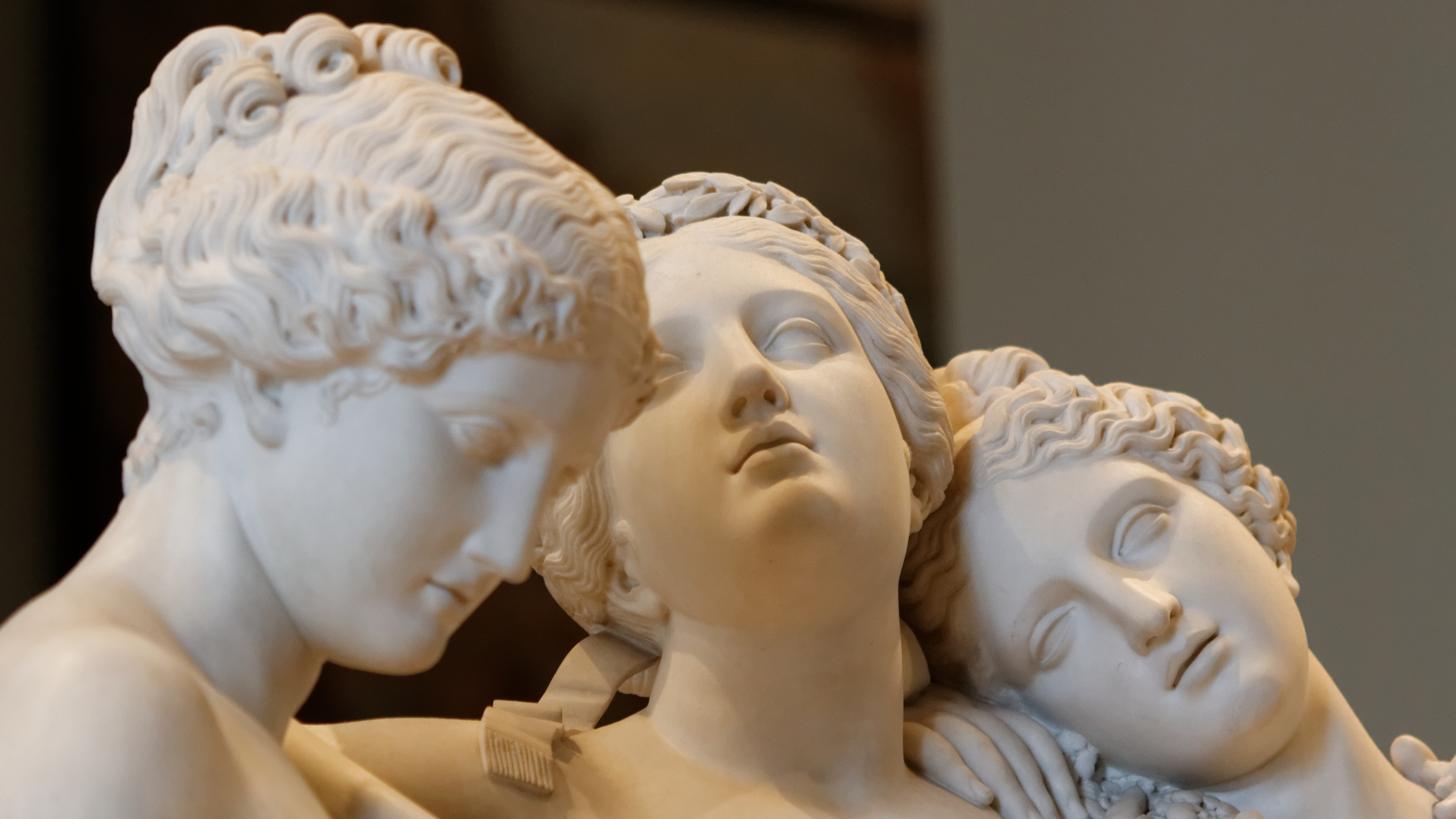
Détail des visages des Grâces.
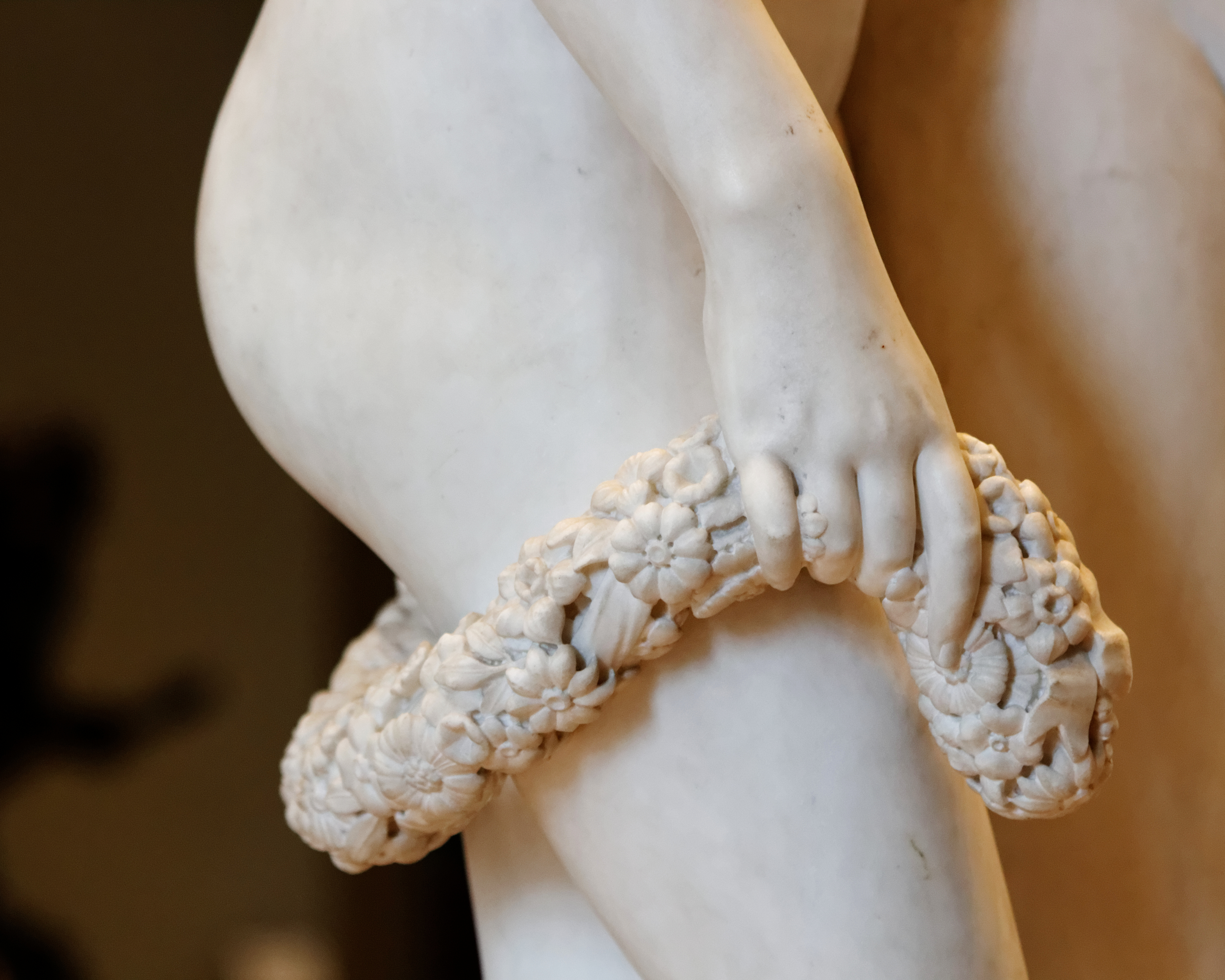
Détail de la guirlande de la Grâce de gauche.
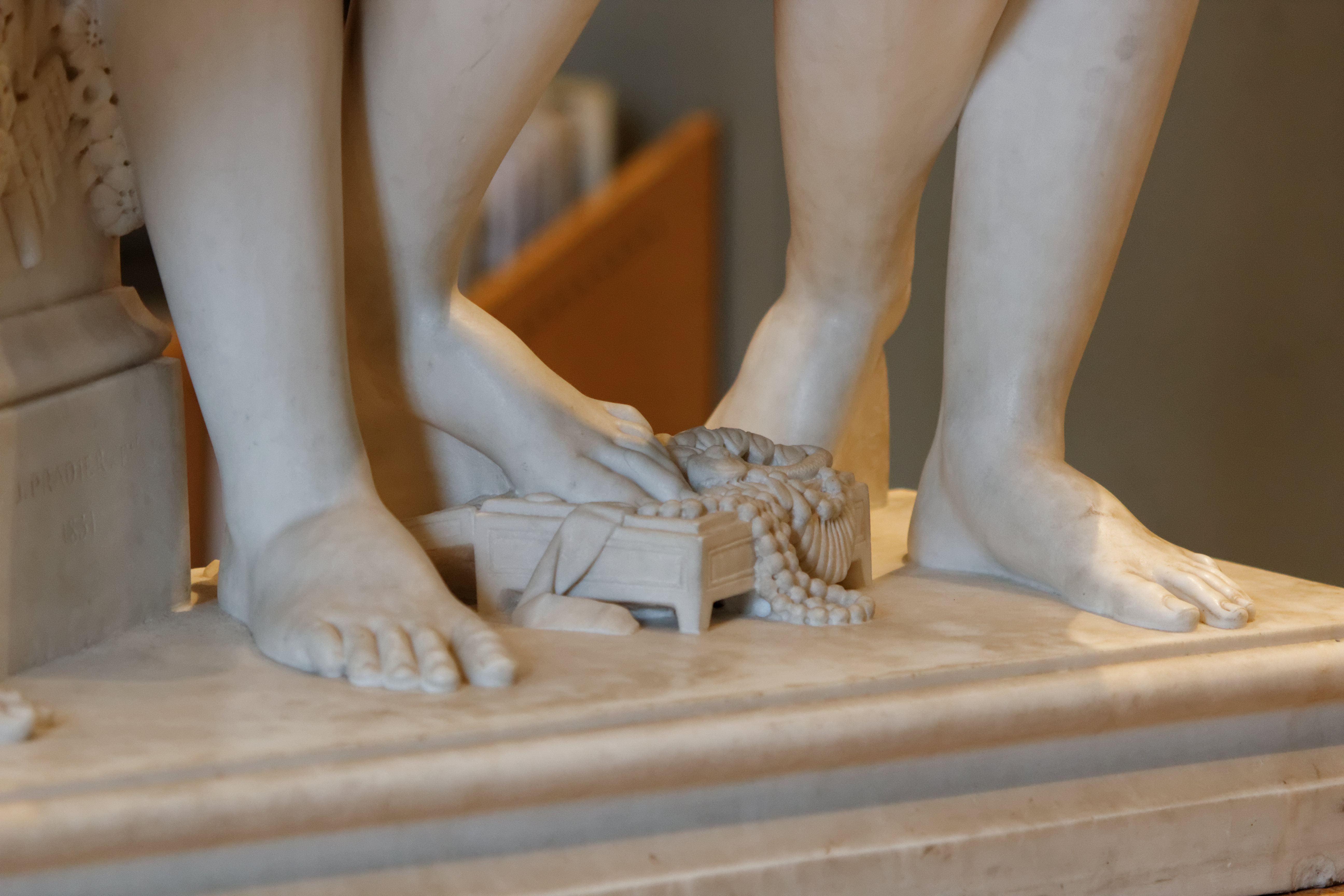
Détail de la boîte avec les bijoux.